# Amtsgericht Wangen im Allgäu

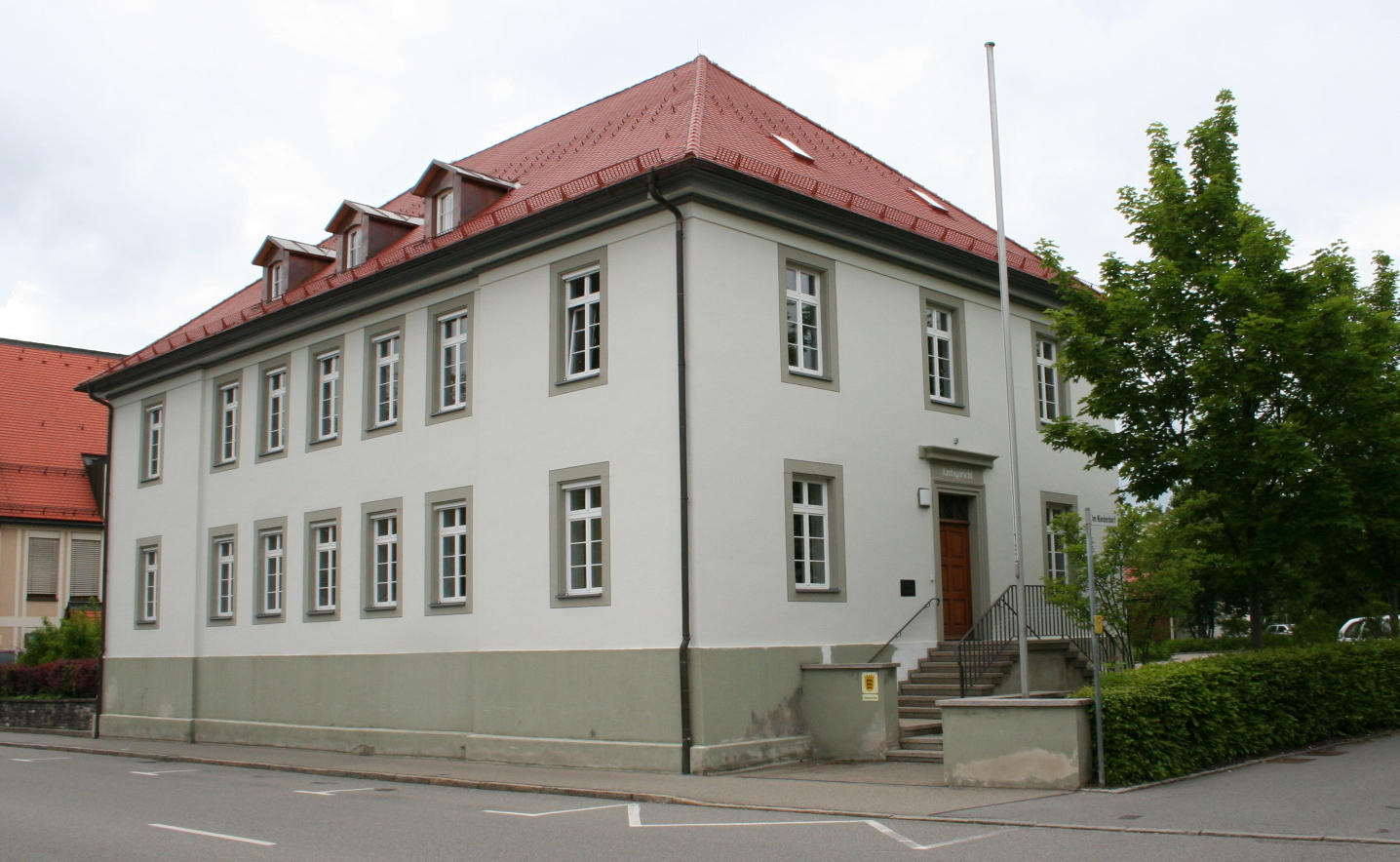
Amtsgericht Wangen

Das Amtsgericht Wangen im Allgäu ist eines von 108 Amtsgerichten in Baden-Württemberg. Es ist ein Gericht der ordentlichen Gerichtsbarkeit.

## Amtsgerichtsbezirk
Der Amtsbezirk des Amtsgerichts Wangen im Allgäu umfasst die Gemeinden Achberg, Amtzell, Argenbühl, Isny im Allgäu, Kißlegg und Wangen. Außerdem ist das Amtsgericht in Familien- und Schöffensachen für die Gemeinden Bad Wurzach, Aitrach, Aichstetten und Leutkirch im Allgäu  aus dem Gerichtsbezirk des Amtsgerichts Leutkirch zuständig.

## Gerichtsgebäude
Das Gerichtsgebäude des Amtsgerichts befindet sich in der Lindauer Straße 28 in Wangen.

## Zuständigkeit und Aufgaben
Das Amtsgericht Wangen ist erstinstanzliches Zivil-, Familien- und Strafgericht.
Für das Amtsgericht arbeiten drei Gerichtsvollzieher. Zudem ist es für Apostillen - Legalisationen zuständig.

## Übergeordnete Gerichte
Im Instanzenzug übergeordnet sind dem Amtsgericht Wangen das Landgericht Ravensburg, das Oberlandesgericht Stuttgart und der Bundesgerichtshof.

## Leitung
Derzeitiger Direktor des Amtsgerichts ist Wolfgang Rittmann.